# فهرست گل‌های ملی آلفردو دی استفانو

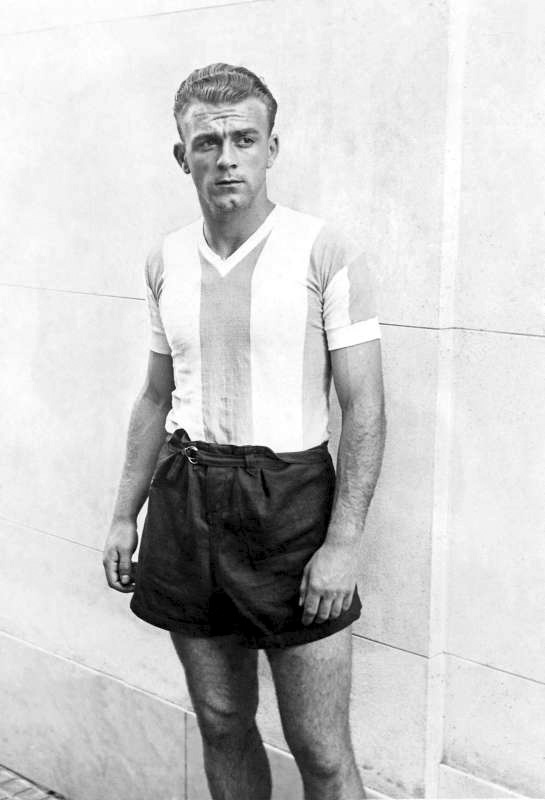
دی استفانو پیراهن آرژانتین را در سال ۱۹۴۷ به تن کرد. او پیش از آنکه ۳۱ بازی برای اسپانیا انجام دهد، ۶ بار برای تیم ملی کشورش به میدان رفت.

آلفردو دی استفانو (۲۰۱۴–۱۹۲۶) بازیکن حرفه‌ای فوتبال زادهٔ آرژانتین بود که بین سال‌های ۱۹۴۷ تا ۱۹۶۱ برای دو تیم ملی آرژانتین و اسپانیا بازی کرد و در این مدت ۲۹ گل ملی را به ثمر رساند. او در نقش یک مهاجم عمق‌محور بازی می‌کرد و به‌عنوان یکی از بهترین بازیکنان تمامی دوران شناخته می‌شود. دی استفانو یکی از اولین بازیکنان فوتبال بود که مسابقه‌ها را با گردش در زمین کنترل می‌کرد؛ کاری غیرعادی در آن دوره که بیشتر بازیکنان از موقعیت تعیین‌شدهٔ خود دور نمی‌شدند. او برای دو بار توپ طلا را به‌عنوان بازیکن اروپایی در سال‌های ۱۹۵۷ و ۱۹۵۹ دریافت کرد.
او نخستین بازی ملی خود برای آرژانتین را در دسامبر ۱۹۴۷، برابر بولیوی انجام داد که در آن بازی یک گل زد و در پایان، آرژانتین ۷–۰ پیروز شد. دی استفانو طی شش بازی خود برای آرژانتین، شش گل به ثمر رساند که شامل اولین هت‌تریک وی به کلمبیا نیز می‌شود. او تمامی این بازی‌ها را در رقابت‌های جام ملت‌های آمریکای جنوبی ۱۹۴۷  انجام داد که آرژانتین توانست قهرمان آن دوره شود. او در سال ۱۹۴۹ همانند بسیاری از بازیکنان آرژانتینی، کشورش را ترک کرد تا در لیگ بدون تأیید کلمبیا که دستمزدهای بالاتری نسبت به کشور مادری‌اش پرداخت می‌کرد، بازی کند. او در طول مدت حضورش در آنجا، چهار بار برای کلمبیا به میدان رفت که فیفا این مسابقه‌ها را به رسمیت نمی‌شناسد. او در سال ۱۹۵۳ به رئال مادرید پیوست و سه سال بعد شهروندی اسپانیا را به دست آورد.
دی استفانو نخستین بازی خود برای اسپانیا را در بازی دوستانه برابر هلند انجام داد که با هت‌تریک او همراه بود. به‌طور کلی، او در مقایسه با رئال مادرید موفقیت کمتری را در ردهٔ ملی تجربه کرد. برایان گلنویل از گاردین اظهار کرد که او نمی‌توانست بازی در ساختار دفاعی را که هلنیو هررا، مربی اسپانیا پایه‌گذاری کرده بود، دیکته کند. با این حال، او در ۳۱ بازی خود برای تیم ملی این کشور، ۲۳ گل به ثمر رساند که او را به گل‌زن برتر اسپانیا تبدیل کرد و این عنوان را تا سال ۱۹۹۰، زمانی که امیلیو بوتراگوئنو توانست از وی پیشی بگیرد، در اختیار داشت.
دی استفانو بیش از هر تیم دیگری به شیلی گل زد و این کار را یک بار با آرژانتین و چهار بار با اسپانیا انجام داد. او در ورزشگاه‌های جرج کاپول و سانتیاگو برنابئو بسیار پرکار بود و در هر کدام از این دو ورزشگاه شش گل به ثمر رساند. از ۲۹ گل ملی دی استفانو، شانزده گل در بازی‌های دوستانه به ثمر رسید. او در مسابقه‌های رقابتی نیز شش بار در جام ملت‌های آمریکای جنوبی، چهار بار در مسابقه‌های مقدماتی جام جهانی فوتبال و سه بار در دو مسابقهٔ مقدماتی جام ملت‌های اروپا گلزنی کرد.

## گل‌های ملی
- گل زده نتیجهٔ مسابقه را پس از گل دی استفانو نمایش می‌دهد. گل‌های تیم‌های ملی دی استفانو در سمت راست آمده‌اند.

| گل | تیم      | بازی | تاریخ          | محل                                        | حریف     | گل زده | نتیجه | گونه رقابت‌ها                  | منابع  |
| -- | -------- | ---- | -------------- | ------------------------------------------ | -------- | ------ | ----- | ----------------------------- | ------ |
| ۱  | آرژانتین | ۱    | ۴ دسامبر ۱۹۴۷  | ورزشگاه جرج کاپول، گوایاکیل، اکوادور       | بولیوی   | ۶–۰    | ۷–۰   | جام ملت‌های آمریکای جنوبی ۱۹۴۷ | [ ۸ ]  |
| ۲  | آرژانتین | ۲    | ۱۱ دسامبر ۱۹۴۷ | ورزشگاه جرج کاپول، گوایاکیل، اکوادور       | پرو      | ۲–۱    | ۳–۲   | جام ملت‌های آمریکای جنوبی ۱۹۴۷ | [ ۹ ]  |
| ۳  | آرژانتین | ۳    | ۱۶ دسامبر ۱۹۴۷ | ورزشگاه جرج کاپول، گوایاکیل، اکوادور       | شیلی     | ۱–۰    | ۱–۱   | جام ملت‌های آمریکای جنوبی ۱۹۴۷ | [ ۱۰ ] |
| ۴  | آرژانتین | ۴    | ۱۸ دسامبر ۱۹۴۷ | ورزشگاه جرج کاپول، گوایاکیل، اکوادور       | کلمبیا   | ۲–۰    | ۶–۰   | جام ملت‌های آمریکای جنوبی ۱۹۴۷ | [ ۱۱ ] |
| ۵  | آرژانتین | ۴    | ۱۸ دسامبر ۱۹۴۷ | ورزشگاه جرج کاپول، گوایاکیل، اکوادور       | کلمبیا   | ۵–۰    | ۶–۰   | جام ملت‌های آمریکای جنوبی ۱۹۴۷ | [ ۱۱ ] |
| ۶  | آرژانتین | ۴    | ۱۸ دسامبر ۱۹۴۷ | ورزشگاه جرج کاپول، گوایاکیل، اکوادور       | کلمبیا   | ۶–۰    | ۶–۰   | جام ملت‌های آمریکای جنوبی ۱۹۴۷ | [ ۱۱ ] |
| ۷  | اسپانیا  | ۱    | ۳۰ ژانویه ۱۹۵۷ | ورزشگاه سانتیاگو برنابئو، مادرید، اسپانیا  | هلند     | ۲–۰    | ۵–۱   | دوستانه                       | [ ۱۲ ] |
| ۸  | اسپانیا  | ۱    | ۳۰ ژانویه ۱۹۵۷ | ورزشگاه سانتیاگو برنابئو، مادرید، اسپانیا  | هلند     | ۴–۰    | ۵–۱   | دوستانه                       | [ ۱۲ ] |
| ۹  | اسپانیا  | ۱    | ۳۰ ژانویه ۱۹۵۷ | ورزشگاه سانتیاگو برنابئو، مادرید، اسپانیا  | هلند     | ۵–۱    | ۵–۱   | دوستانه                       | [ ۱۲ ] |
| ۱۰ | اسپانیا  | ۳    | ۳۱ مارس ۱۹۵۷   | ورزشگاه کینگ بودوئن، بروکسل، بلژیک         | بلژیک    | ۱–۰    | ۵–۰   | دوستانه                       | [ ۱۳ ] |
| ۱۱ | اسپانیا  | ۳    | ۳۱ مارس ۱۹۵۷   | ورزشگاه کینگ بودوئن، بروکسل، بلژیک         | بلژیک    | ۴–۰    | ۵–۰   | دوستانه                       | [ ۱۳ ] |
| ۱۲ | اسپانیا  | ۷    | ۲۴ نوامبر ۱۹۵۷ | ورزشگاه المپیک پونتواز، لوزان، سوئیس       | سوئیس    | ۲–۰    | ۴–۱   | مقدماتی جام جهانی فوتبال ۱۹۵۸ | [ ۱۴ ] |
| ۱۳ | اسپانیا  | ۷    | ۲۴ نوامبر ۱۹۵۷ | ورزشگاه المپیک پونتواز، لوزان، سوئیس       | سوئیس    | ۳–۰    | ۴–۱   | مقدماتی جام جهانی فوتبال ۱۹۵۸ | [ ۱۴ ] |
| ۱۴ | اسپانیا  | ۱۰   | ۱۳ آوریل ۱۹۵۸  | ورزشگاه سانتیاگو برنابئو، مادرید، اسپانیا  | پرتغال   | ۱–۰    | ۱–۰   | دوستانه                       | [ ۱۵ ] |
| ۱۵ | اسپانیا  | ۱۲   | ۲۸ فوریه ۱۹۵۹  | ورزشگاه المپیک رم، رم، ایتالیا             | ایتالیا  | ۱–۰    | ۱–۱   | دوستانه                       | [ ۱۶ ] |
| ۱۶ | اسپانیا  | ۱۳   | ۲۸ ژوئن ۱۹۵۹   | ورزشگاه سیلیزیان، خوژوف، لهستان            | لهستان   | ۲–۱    | ۴–۲   | مقدماتی جام ملت‌های اروپا ۱۹۶۰ | [ ۱۷ ] |
| ۱۷ | اسپانیا  | ۱۳   | ۲۸ ژوئن ۱۹۵۹   | ورزشگاه سیلیزیان، خوژوف، لهستان            | لهستان   | ۴–۱    | ۴–۲   | مقدماتی جام ملت‌های اروپا ۱۹۶۰ | [ ۱۷ ] |
| ۱۸ | اسپانیا  | ۱۴   | ۱۴ اکتبر ۱۹۵۹  | ورزشگاه سانتیاگو برنابئو، مادرید، اسپانیا  | لهستان   | ۱–۰    | ۳–۰   | مقدماتی جام ملت‌های اروپا ۱۹۶۰ | [ ۱۸ ] |
| ۱۹ | اسپانیا  | ۱۵   | ۲۲ نوامبر ۱۹۵۹ | ورزشگاه مستایا، والنسیا، اسپانیا           | اتریش    | ۱–۰    | ۶–۳   | دوستانه                       | [ ۱۹ ] |
| ۲۰ | اسپانیا  | ۱۵   | ۲۲ نوامبر ۱۹۵۹ | ورزشگاه مستایا، والنسیا، اسپانیا           | اتریش    | ۵–۲    | ۶–۳   | دوستانه                       | [ ۱۹ ] |
| ۲۱ | اسپانیا  | ۱۷   | ۱۳ مارس ۱۹۶۰   | ورزشگاه نیوکمپ، بارسلون، اسپانیا           | ایتالیا  | ۲–۱    | ۳–۱   | دوستانه                       | [ ۲۰ ] |
| ۲۲ | اسپانیا  | ۱۹   | ۱۰ ژوئیه ۱۹۶۰  | ورزشگاه ملی، لیما، پرو                     | پرو      | ۱–۰    | ۳–۱   | دوستانه                       | [ ۲۱ ] |
| ۲۳ | اسپانیا  | ۲۰   | ۱۴ ژوئیه ۱۹۶۰  | ورزشگاه ملی، سانتیاگو، شیلی                | شیلی     | ۱–۰    | ۴–۰   | دوستانه                       | [ ۲۲ ] |
| ۲۴ | اسپانیا  | ۲۰   | ۱۴ ژوئیه ۱۹۶۰  | ورزشگاه ملی، سانتیاگو، شیلی                | شیلی     | ۲–۰    | ۴–۰   | دوستانه                       | [ ۲۲ ] |
| ۲۵ | اسپانیا  | ۲۱   | ۱۷ ژوئیه ۱۹۶۰  | ورزشگاه ملی، سانتیاگو، شیلی                | شیلی     | ۱–۰    | ۴–۱   | دوستانه                       | [ ۲۳ ] |
| ۲۶ | اسپانیا  | ۲۱   | ۱۷ ژوئیه ۱۹۶۰  | ورزشگاه ملی، سانتیاگو، شیلی                | شیلی     | ۲–۰    | ۴–۱   | دوستانه                       | [ ۲۳ ] |
| ۲۷ | اسپانیا  | ۲۶   | ۱۹ آوریل ۱۹۶۱  | ورزشگاه نینیان پارک، کاردیف، ولز           | ولز      | ۲–۱    | ۲–۱   | مقدماتی جام جهانی فوتبال ۱۹۶۲ | [ ۲۴ ] |
| ۲۸ | اسپانیا  | ۲۸   | ۱۱ ژوئن ۱۹۶۱   | ورزشگاه رامون سانچز پیس‌خوان، سویا، اسپانیا | آرژانتین | ۲–۰    | ۲–۰   | دوستانه                       | [ ۲۵ ] |
| ۲۹ | اسپانیا  | ۳۰   | ۲۳ نوامبر ۱۹۶۱ | ورزشگاه سانتیاگو برنابئو، مادرید، اسپانیا  | مراکش    | ۲–۱    | ۳–۲   | مقدماتی جام جهانی فوتبال ۱۹۶۲ | [ ۲۶ ] |

## آمار

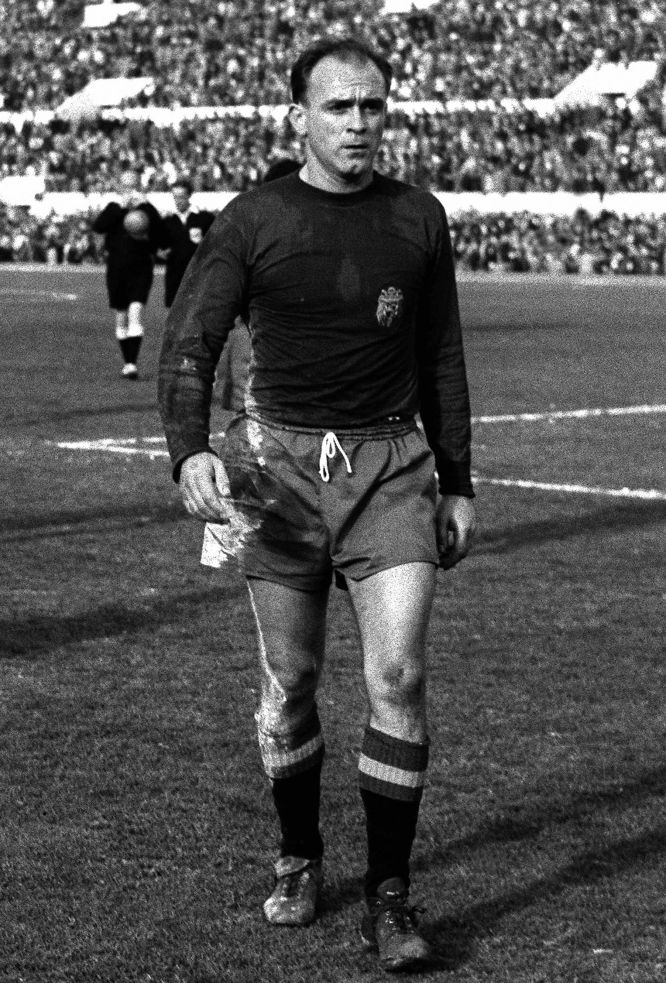
دی استفانو در حال بازی برای اسپانیا در سال ۱۹۵۹

| سال  | بازی | گل |
| ---- | ---- | -- |
| ۱۹۴۷ | ۶    | ۶  |
| ۱۹۵۷ | ۷    | ۷  |
| ۱۹۵۸ | ۴    | ۱  |
| ۱۹۵۹ | ۵    | ۶  |
| ۱۹۶۰ | ۸    | ۶  |
| ۱۹۶۱ | ۷    | ۳  |
| کل   | ۳۷   | ۲۹ |

| گونه رقابت‌ها             | بازی | گل |
| ------------------------ | ---- | -- |
| دوستانه                  | ۲۱   | ۱۶ |
| جام ملت‌های آمریکای جنوبی | ۶    | ۶  |
| مقدماتی جام جهانی فوتبال | ۸    | ۴  |
| مقدماتی جام ملت‌های اروپا | ۲    | ۳  |
| کل                       | ۳۷   | ۲۹ |

## یادداشت
1. ↑  جام ملت‌های آمریکای جنوبی ماقبل کوپا آمریکا بود.